# Fosta bancă „Albina” din Târgu Mureș
Fosta bancă „Albina” din Târgu Mureș este un monument istoric aflat pe teritoriul municipiului Târgu Mureș, operă a Sándor Radó arhitec.

## Galerie

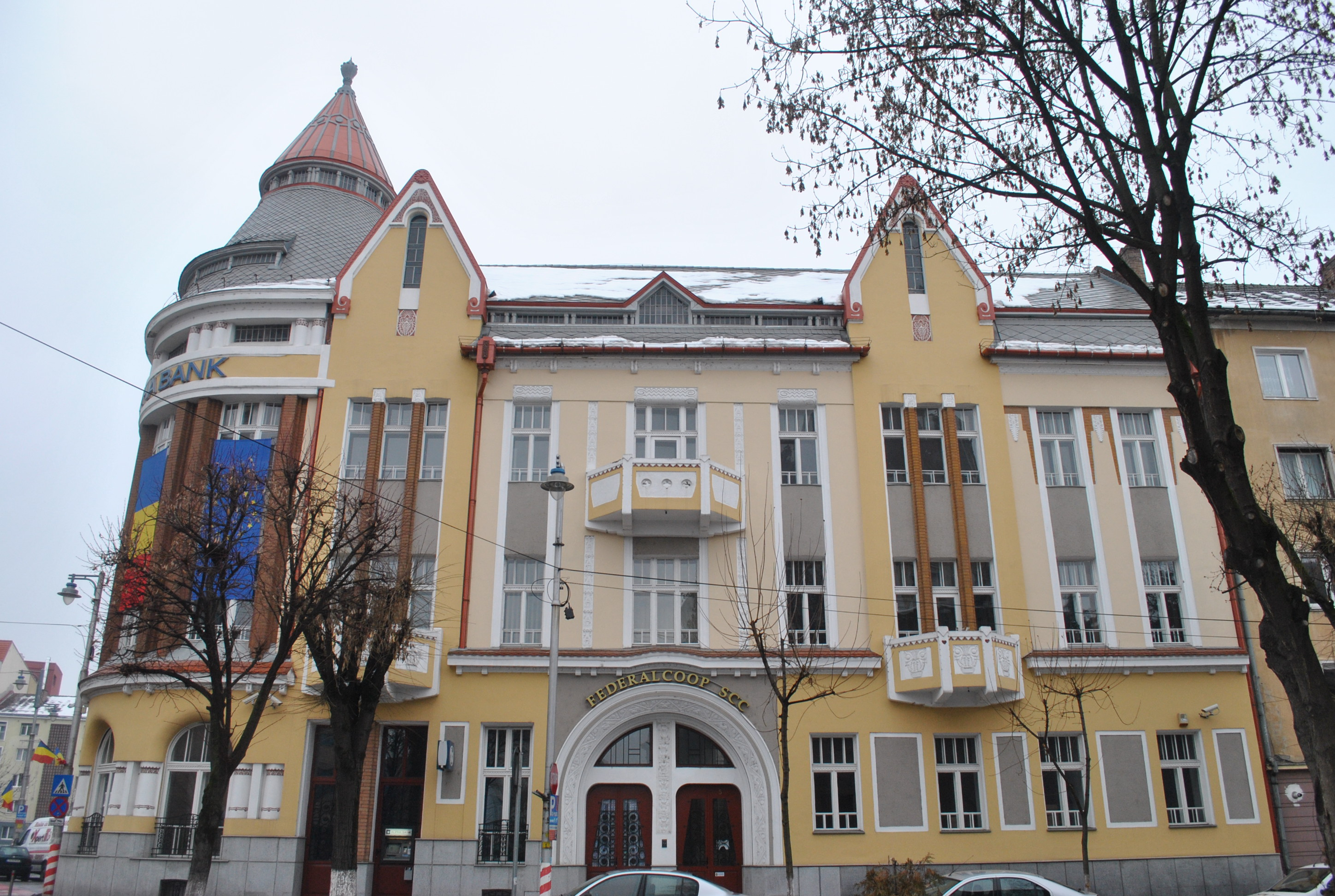
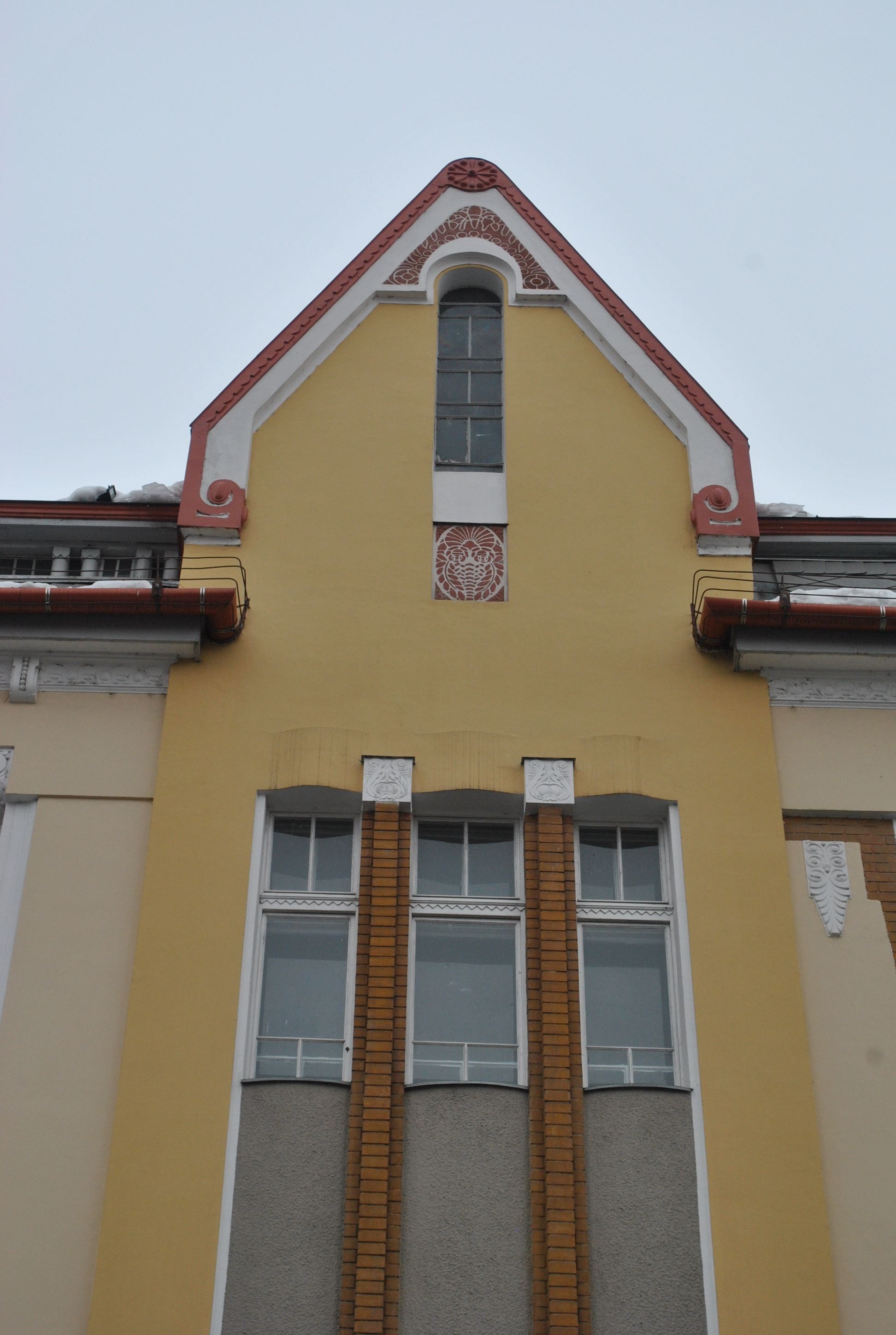
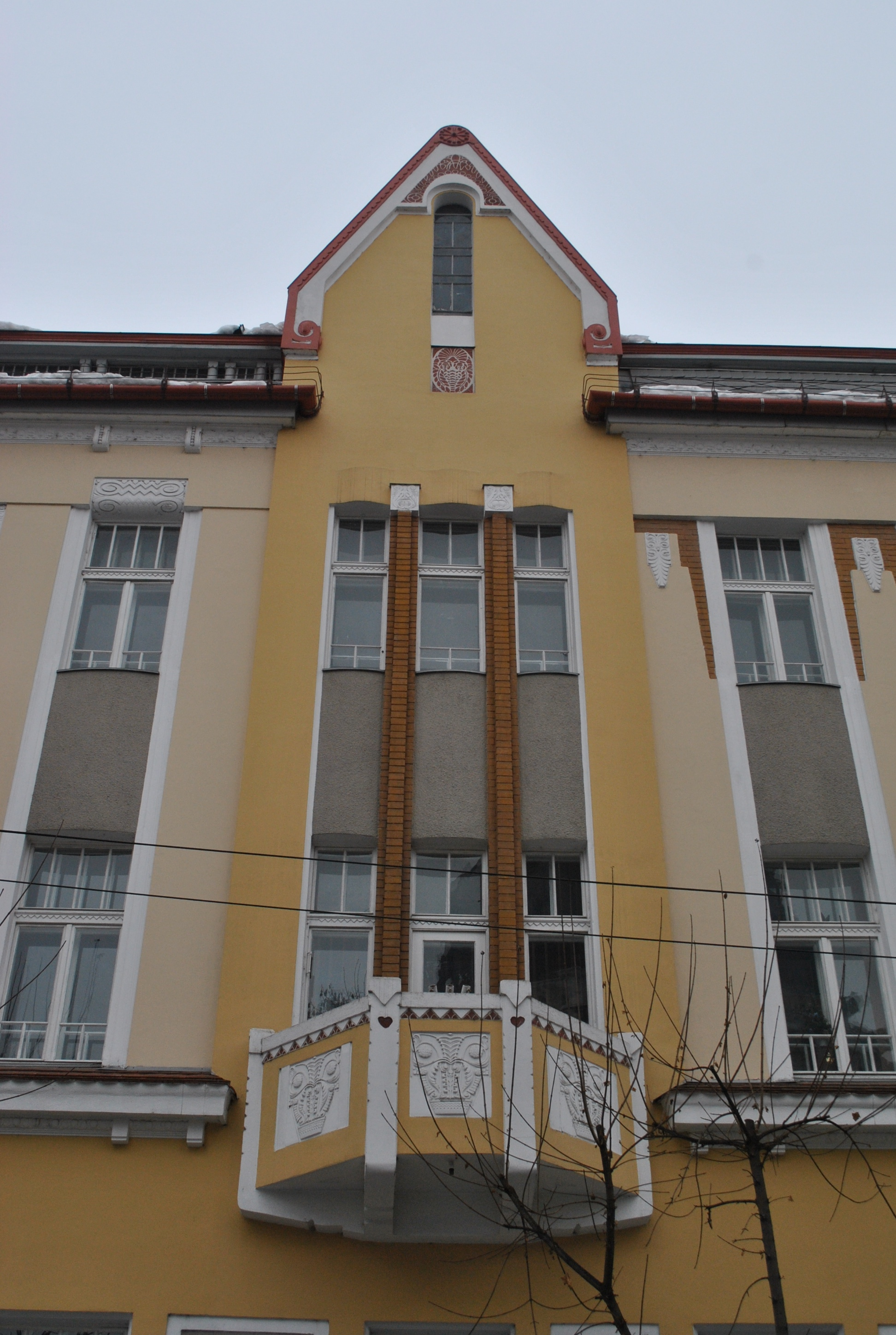
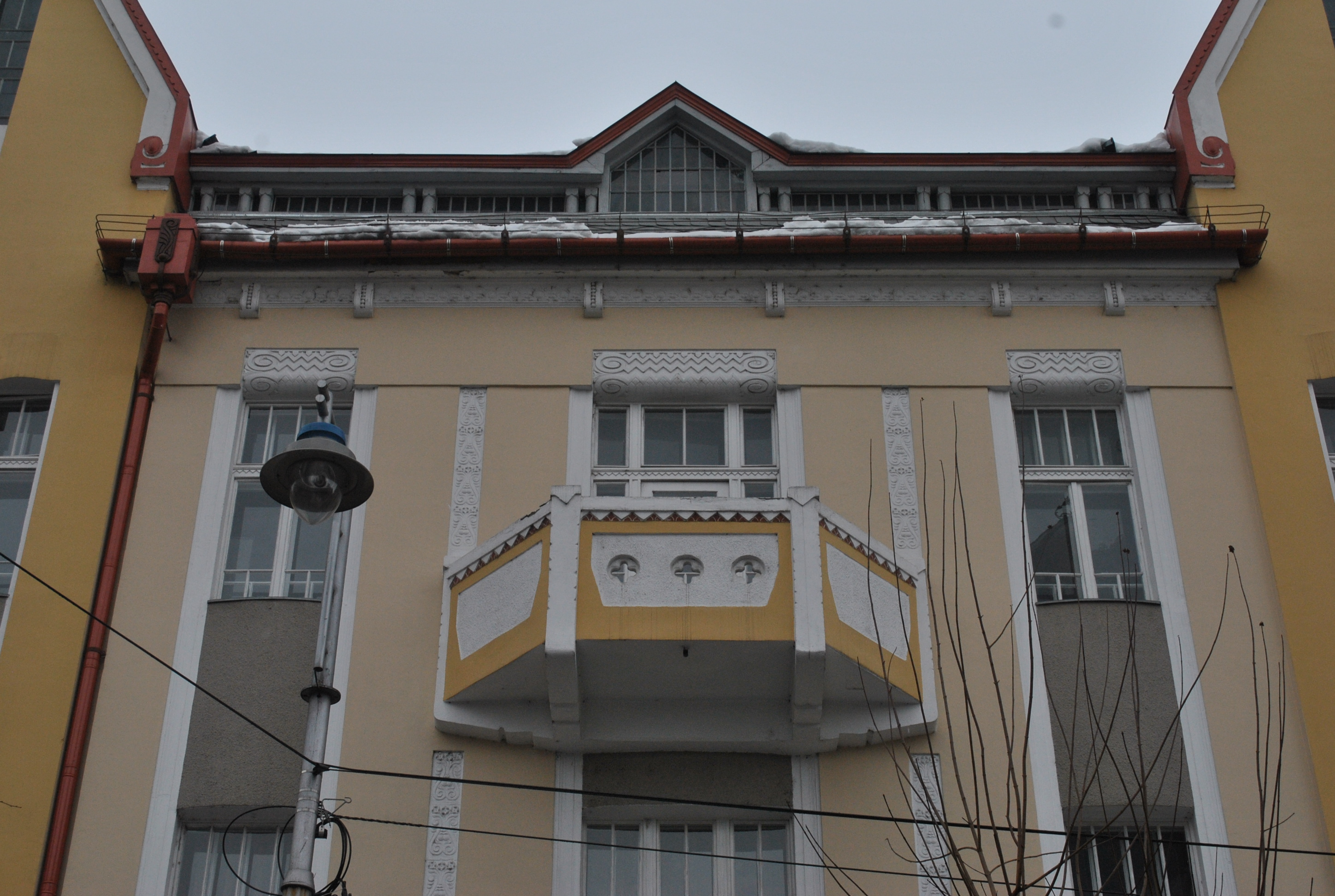